# Zuivelcoöperatie

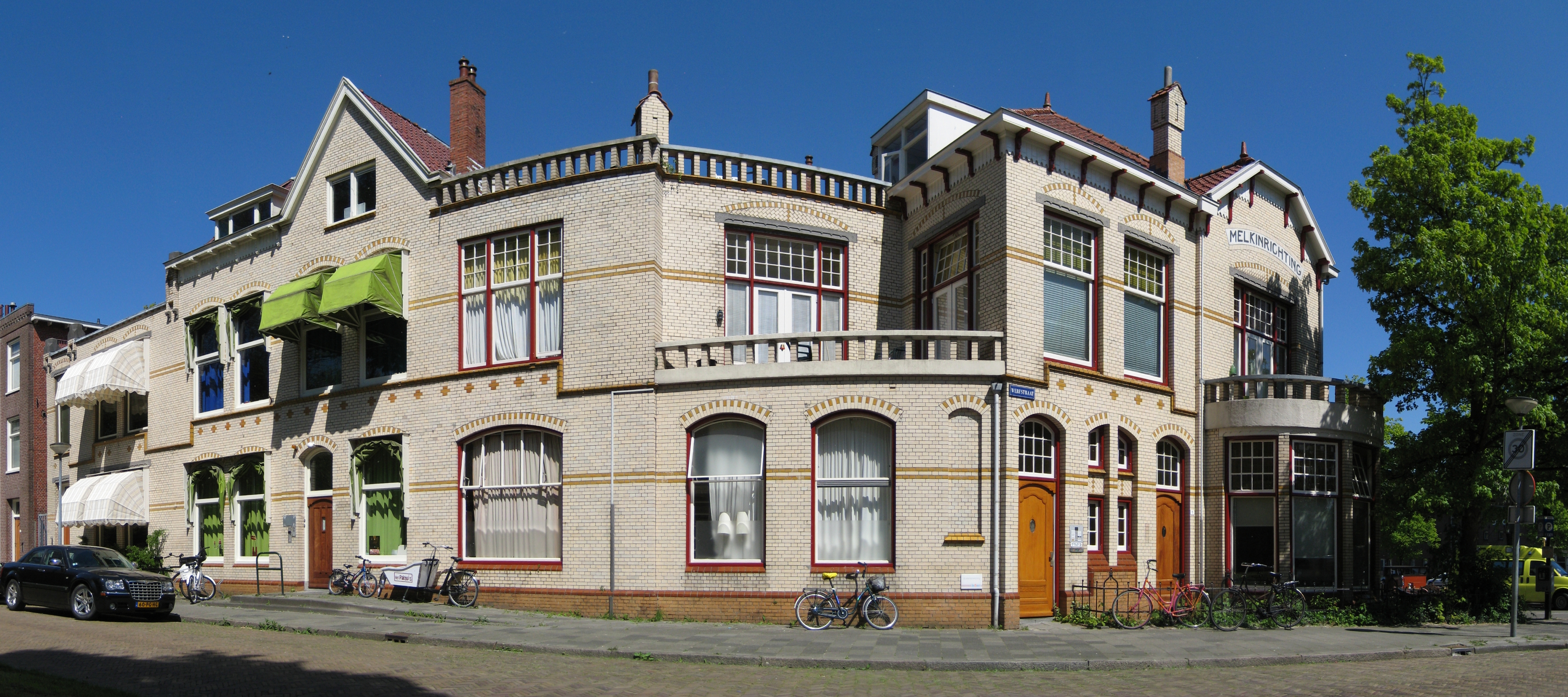
De voormalige Coöperatieve Stoomzuivelfabriek en Melkinrichting 'Stad en Lande' in de stad Groningen.

Een zuivelcoöperatie is een coöperatie voor de verwerking van melk tot zuivelproducten. Zuivelcoöperaties zijn in principe eigendom van de aangesloten producenten (boeren).
Vanaf 1870 richtten boeren gezamenlijk boterfabriekjes op om een eind te maken aan het geknoei door de opkopers met de boter. Het Nederlandse product had hierdoor grote reputatieschade opgelopen, en de exportmarkten zoals Engeland waren grotendeels verloren aan de Denen. Door het succes van de boterfabriekjes ontstonden ook coöperatieve kaasfabrieken en melkfabrieken.
In de 20e eeuw zijn de overgebleven zuivelcoöperaties door fusies vaak uitgegroeid tot enorme bedrijven met omzetten die in de miljarden euro lopen.
Bekende zuivelcoöperaties zijn onder andere Arla Foods (Denemarken en Zweden), FrieslandCampina (Nederland) en Milcobel (België).